# Code de la route (France)
Pour un article plus général, voir Code de la route.

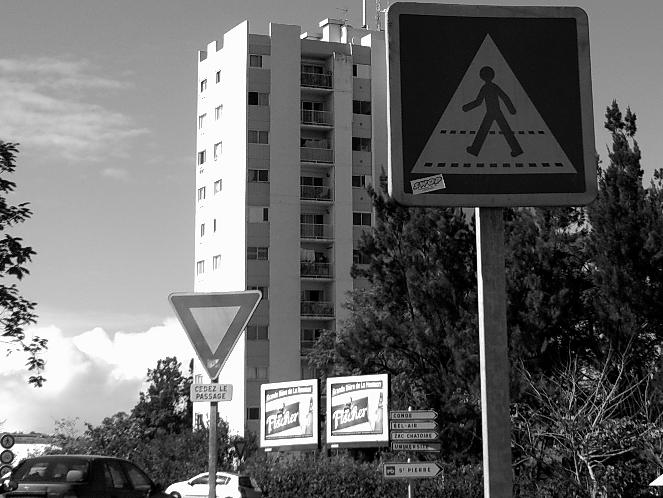
Divers panneaux de signalisation routière : signalisation dite cédez le passage réglementée par l'article R415-7, et signalisation d'un passage piéton.

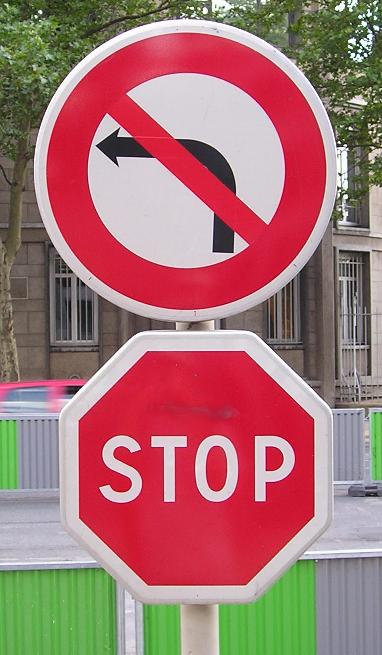
Panneaux de circulation : signalisation imposant une direction, au sens de l'article R412-26 et/ou sens interdit au sens de l'article R412-28 et signalisation dite stop, et marque d'un temps d'arrêt au sens de l'article R415-6.

En France, le code de la route est l'ensemble des dispositions législatives et réglementaires régissant la circulation sur la voie publique (trottoirs, chaussées, autoroutes, etc.) par les usagers. 
Le code de la route est décrit en deux parties (législative et réglementaire), chacune divisée en quatre livres. 
Il décrit les caractéristiques des véhicules aptes à circuler sur les voies publiques (livre 3), les règles de circulation et de priorité, les règles de stationnement (livre 4) ainsi que les sanctions encourues en cas de violation de ces textes. Enfin il décrit les procédures nécessaires pour être autorisé à conduire ces véhicules (livre 2). Le premier des quatre livres concerne des dispositions générales (définitions, responsabilité, recherche et constatation des infractions) et dispositions relatives à l'outre-mer. Les dispositions relatives à la voirie sont définies dans un autre code, le code de la voirie routière.
Le code de la route évolue régulièrement pour prendre en compte les nouvelles mobilités (par exemple : les trottinettes électriques) et les nouvelles technologies (véhicules autonomes, etc.)

## Projets
En France, différents projets envisagent de renommer le code de la route en code de la voie publique. Il ne s'agit pas seulement d'une mesure symbolique, il s'agit aussi d'une reconnaissance des différents types de mobilité.

## Historique
En France, la réglementation routière est bien antérieure à la naissance de l'automobile : en 1724 et 1725, pour assurer la conservation des chemins, le nombre des chevaux est limité en fonction du nombre de roues des charrettes et de leur poids, par le roi et le parlement.
Dès l'Antiquité, le sens de circulation se faisait principalement sur le côté gauche de la chaussée. Napoléon Ier en 1804 rend obligatoire la circulation à droite de la chaussée[réf. nécessaire]. Un décret du 28 août 1808 instaure pour la première fois les règles du partage de la route et des voies à double sens,. Une loi du 28 juin 1828, concerne la sécurité des voitures publiques. À cette époque, selon « Le Petit code voiturin » ; « les rouliers, voituriers, charretiers continuent à être tenus de céder la moitié du pavé aux voitures des voyageurs ».
En 1843, il est considéré qu'un arrêté préfectoral obligeant de tenir sa droite peut être invoqué en Cour de cassation. La circulation attelée hippomobile est régie par la « loi sur la police du roulage et des messageries publiques » du 30 mai 1851 et ses nombreux décrets d’application. Elle vise essentiellement à protéger la voie publique contre les dégradations dues au passage de véhicules lourds tractés par les animaux.
En 1852, un décret limite à deux mètres et demi la longueur des essieux.
L'obligation de posséder une autorisation de conduire un véhicule motorisé (aujourd'hui le permis de conduire) date d'une ordonnance du 14 août 1893 pour le département de la Seine. La même année, un décret limite la vitesse à Paris à 12 km/h, et hors Paris à 20 km/h. Le certificat donnant le droit de posséder un véhicule à moteur (aujourd'hui le certificat d'immatriculation) et le permis en tant que tel sont créés en 1896. Ce dernier est vérifié par un ingénieur du services des Mines (conduite et connaissance du véhicule). C'est de là que viendra l'appellation « plaque minéralogique » pour désigner la plaque d'immatriculation des automobiles.
Le premier décret visant la circulation automobile (à l'époque les premières automobiles étaient mues soit par la vapeur, soit par des batteries électriques, soit par l'essence de pétrole) paraît le 10 mars 1899,,.
Un règlement en date du 10 septembre 1901 impose une numérotation par arrondissement des véhicules pouvant dépasser les trente kilomètres à l'heure. Un décret du 28 mai 1902 amende la législation française par rapport aux spécificités de l'Algérie. La législation française comporte alors également des spécificités propres au territoire de la Tunisie.
Au début du XXe siècle, les quatre premiers panneaux en France ont été plantés sur la route entre Paris et Trouville-sur-Mer, lieu de villégiature balnéaire en Normandie. Ces panneaux étaient l'annonce d'un croisement, d'un virage, d'un passage à niveau et d'un cassis (ou dos d'âne)[réf. nécessaire].
En 1904, un code de la route privé de 10 articles est rédigé par Jules Perrigot, président de l'Automobile-Club Vosgien, et adopté l'année suivante par diverses associations d'automobilistes françaises et belges. À la suite de cette initiative privée, le décret du 1er juin 1909 crée une Commission nationale chargée de proposer un « Projet de Code de la Route ».
Le Décret concernant la réglementation de l’usage des voies ouvertes à la circulation publique, que le public appela rapidement Code de la Route, est promulgué le 27 mai 1921. Ce Code de la route français est remanié par le décret du 31 décembre 1922 qui donne notamment au « certificat de capacité » son nom définitif de permis de conduire et fixe une limite d’âge de 18 ans pour la conduite des automobiles, de 16 ans pour les motocyclettes. Le Code de la Route actuel ressort d'une ordonnance du 15 décembre 1958.
Le code de la route français est aussi en relation avec certains instruments internationaux comme le traité de 1949, où les normes internationales prévoient que pour circuler sur des routes internationales, une voiture doit avoir une largeur inférieure à 2,50 m (ou 8,20 pieds) et une hauteur inférieure à 3,80 m (ou 12,50 pieds). Il s'uniformise aussi après les deux conventions de Vienne de 1968 sur la signalisation et la circulation routière, ou avec les textes de droit européen,.
Le Code de 1958 est régulièrement adapté à la prise de conscience des dangers de la vitesse et de la consommation d'alcool et de drogue. Il a fait l'objet d'une nouvelle écriture en 2000 (ordonnance no 2000-930 sur le code de la route recomposé) applicable depuis le 1er juin 2001. De nombreux textes le modifient en permanence.
En 2006, une nouvelle démarche est apparue, le « road code ». Sur le modèle de ce qui est fait en Belgique[réf. souhaitée], il replacerait la ville et la multitude d'usagers de la « rue » - et non de la « route » des automobiles - au centre de la préoccupation sur la « sécurité routière ». De nouvelles règles ont ainsi été formulées, tenant compte des besoins des usagers autres qu'automobilistes, comme les piétons et les cyclistes. Le premier résultat de cette démarche est le décret n° 2008-754 du 30 juillet 2008,.
En 2019, le code de la route s'adapte aux trottinettes électriques sous la catégorie « engins de déplacement personnel motorisés » (EDPM).
En 2022, les dispositions relative à la délégation de conduite prévues par l'Ordonnance n° 2021-443 du 14 avril 2021 entrent en vigueur.

## Code
Le code encadre l'usage des voies ouvertes à la circulation publique et parfois des voies non ouvertes à la circulation publique, à l'exception des rails. Il définit les sanctions applicables, y compris en matière pénale.
Il définit aussi :
- La législation relative à l'apprentissage de la conduite[CR 4] ;
- Le Conseil supérieur de l'éducation routière[CR 5] ;
- La législation relative aux permis de conduire et au comportement[CR 6] ;
- La législation relative aux dispositions techniques des véhicules : poids et dimensions, éclairage et signalisation, pneumatiques, freinage, organes de manœuvre, de direction et de visibilité, dispositifs et aménagements particuliers, énergie, émissions polluantes et nuisances[CR 7] ;
- La législation relative aux dispositions administratives : réception et homologation, immatriculation, contrôle technique, assurance, immobilisation et mise en fourrière, organisation de la profession d'expert en automobile, véhicules endommagés[CR 8] ;
- La législation relative à la conduite, en particulier dans les domaines suivants : la vitesse, croisement et dépassement, intersections et priorité de passage, usage des dispositifs d'éclairage et de signalisation, arrêt et stationnement[CR 9] ;
- La législation particulière aux piétons, à la publicité, aux motocyclettes, tricycles et quadricycles à moteur, cyclomoteurs et cycles, aux véhicules d'intérêt général, aux transports exceptionnels et ensembles de véhicules comportant plus d'une remorque, et aux convois et véhicules à traction animale[CR 9] ;
- Les autorités chargées des pouvoirs de police de la circulation[CR 10].

Des dispositions particulières sont également incluses pour la collectivité territoriale de Saint-Pierre-et-Miquelon, Mayotte, la Polynésie française et la Nouvelle-Calédonie.

## Enseignement
Le code de la route donne la loi concernant l'Enseignement de la conduite et de la sécurité routière, dans son titre premier « Enseignement de la conduite et de la sécurité routière » du Livre 2 : Le conducteur ». La Section 1 de la partie réglementaire du code de la route concerne en particulier les « Attestations et brevet de sécurité routière ». Ces articles de lois sont complétés par d'autres mesures non codifiées dans la loi. Ainsi, depuis les années 1980 dans le primaire et la fin des années 1990 au collège, les programmes des enseignements primaire et secondaire français comprennent des parties sur l'apprentissage du code de la route et de la sécurité routière par les élèves.
À l'école maternelle et primaire, il s'agit de l'attestation de première éducation à la route (APER) ; cette action éducative continue s'intègre aux disciplines enseignées de la maternelle au CM2. Avec les élèves les plus jeunes, les enseignants sont invités à enseigner les éléments premiers de la sécurité du piéton, ne serait-ce qu'en sortie pédagogique : marcher sur le trottoir, regarder à gauche, à droite et encore une fois à gauche avant de traverser une rue au passage piéton. Avec les élèves plus âgés, un examen symbolique de conduite à vélo est organisé. Ses objectifs essentiels sont d'enseigner des règles de prudence aux élèves et les premiers éléments du code de la route relatifs à l'utilisation de la chaussée. C'est également l'occasion pour procéder aux premières rencontres entre les forces de police ou de gendarmerie avec les élèves. L'objectif étant de comprendre les règles, de les respecter et de responsabiliser les élèves notamment pour prendre soin de leur vélo.
Au collège, l'attestation scolaire de sécurité routière (ASSR) a pris un poids important à partir de 2004, puisque, de simple exercice scolaire, elle est devenue obligatoire pour obtenir le titre du permis de conduire automobile à 18 ans pour les candidats nés à partir du 1er janvier 1988. Il est tout de même conseillé de la joindre au dossier d'inscription.
Elle se compose de deux niveaux :
- en classe de 5e, un examen du code (ASSR niveau 1) vérifie la connaissance du code par les élèves sur les usages suivants : piétons, vélo, cyclomoteur (moins de 50 cm). Grâce à cette attestation de premier niveau et cinq heures de conduite en auto-école, un adolescent de plus de 14 ans obtient un brevet de sécurité routière l'autorisant à conduire un cyclomoteur ;
- en classe de 3e, un deuxième examen (ASSR niveau 2) vérifie la connaissance du code en ce qui concerne les dangers de la conduite d'une voiture et les sanctions encourues.

L'examen est constitué d'un questionnaire à choix multiples mis en scène au travers d'un film vidéo de 20 minutes environ. Des scènes remettent en perspective certaines règles avant que les questions ne soient posées. Pour valider l'examen, un élève doit réussir à répondre juste à dix questions sur vingt. À la même époque en France, la notion du devoir de défense dû par le citoyen envers son pays a été également incluse dans les programmes scolaires après la suppression du service national.
À défaut d'ASSR 2, les GRETA, centres de formation dépendant de l’Éducation nationale, organisent des sessions de formation à l'ASSR (attestation de sécurité routière) qui permet aussi l'obtention du titre permis de conduire.

## Permis de conduire
Conduire est un droit soumis à une autorisation préalable : le permis de conduire. L’obtention de ce permis est subordonnée à des conditions d’âge, d’aptitude physique et à la possession d’une ou plusieurs catégories de permis de conduire. Le code de la route contient des articles de loi relatifs au permis de conduire. Ces articles sont regroupés dans cinq chapitres du Titre II «Permis de conduire», du Livre II «Le conducteur», du Code de la route. La loi traite en particulier de « délivrance et catégories », de « Reconnaissance et équivalences », du « Permis à points », de l'«Interdiction de délivrance, rétention, suspension et annulation», et de l'« Enregistrement et communication des informations relatives au permis de conduire ». En pratique, dans le langage courant, on désigne souvent par permis de conduire un permis de catégorie B, au sens de l'article R221-4. Le décret du 20 décembre 2023 abaisse à 17 ans l'âge d'obtention du permis de conduire de série B. Celui-ci permet la conduite de véhicules à moteur ayant au moins 4 roues et d’un poids total autorisé en charge de 3 500 kg au maximum : il s’agit des voitures particulières (destinées au transport de personnes, qui comporte au plus 9 places assises, y compris celle du conducteur), des quadricycles ou des camionnettes (conçues pour le transport de marchandises).
Il permet aussi la conduite des tricycles à moteur ainsi que, deux ans après obtention du permis B, des motocyclettes légères (<125 cm3). Le retrait de points du permis de conduire pour une infraction au code de la route commise à bord d'un véhicule dont la conduite ne nécessite pas de permis est illégal (arrêt du Conseil d'État du 8 décembre 1995). Par contre, certaines infractions peuvent entraîner une suspension ou un retrait du permis de conduire même si elles sont commises à bord d'un véhicule dont la conduite ne nécessite pas de permis : la conduite en état d'ivresse, la mise en danger délibérée d'autrui, le délit de fuite.

## Infractions et sanctions
Le bilan annuel des infractions, du permis à points et des condamnations est établi par l'Observatoire national interministériel de la sécurité routière.

### Contraventions
Le code de la route définit les personnes qui ont compétence pour constater par procès-verbal les contraventions prévues par la partie réglementaire du code ou par d'autres dispositions réglementaires, dans la mesure où elles se rattachent à la sécurité et à la circulation routières. Les contraventions sont des infractions mineures. Elles sont sanctionnées par une amende et éventuellement par un retrait de points ou d'une suspension du permis en cas de passage au tribunal de police.
Des exemples de contraventions incluent : stationnement interdit, conduite avec de l'alcool (à partir de 0,20 g d'alcool/litre de sang pour les permis probatoires et les conducteurs de transport en commun, à partir de 0,50 g/l d'alcool dans le sang pour les autres conducteurs) , circulation sur la bande d'arrêt d'urgence, changement de direction sans clignotant, et défaut de port de ceinture (en véhicule motorisé).

### Délits
Les délits sont des infractions plus graves. Ils peuvent entraîner des peines importantes : annulation du permis, immobilisation ou confiscation du véhicule, emprisonnement.
Des exemples de délits peuvent notamment inclure : homicide involontaire, conduite en état d'ivresse (à partir de 0,80 g/l d'alcool dans le sang), délit de fuite, et récidive de grand excès de vitesse (50 km/h et + au-delà de la vitesse autorisée).

## Engins de déplacement personnel
Les « engins de déplacement personnel motorisés » (EDPM) comme les trottinettes électriques, ont une vitesse maximale limitée à 25 km/h. 
Les trottinettes électriques doivent circuler sur la piste cyclable lorsqu'elle existe. Elles ne peuvent rouler sur la chaussée qu'en l'absence de bandes ou pistes cyclables, uniquement dans les zones où la vitesse maximale est de 50 km/h, en file indienne et en serrant sur la droite pour gêner le moins possible la circulation des autres véhicules. 
Hors agglomérations, leur usage n'est autorisé que sur les pistes cyclables ou voies vertes. 
L'utilisation de ces engins est interdite aux mineurs de moins de 14 ans et le port d'un gilet réfléchissant pour tous est exigé la nuit ou en cas de mauvaises conditions de visibilité.
Une seule personne est autorisée.
Les trottinettes doivent être équipées d'un avertisseur sonore et de freins et de dispositifs rétro-réfléchissants, en plus de feux avant et arrière. Le port d'écouteurs est interdit. Toute infraction aux règles de circulation générales est sanctionné de l'amende prévue pour les contraventions de deuxième classe, soit 35 euros. L'amende s'élève à 135 euros (4e classe) en cas de circulation sur un trottoir, alors que l'excès de vitesse, au-delà de 25 km/h, est sanctionné par une amende de 5e classe d'un montant de 1 500 euros.